# Мнишек, Михаил Ежи Вандалин
Михал Ежи Вандалин Мнишек (пол. Michał Jerzy Wandalin Mniszech, 1748—14 марта 1806) — государственный деятель Речи Посполитой, чашник великий коронный (1777—1778), секретарь великий литовский (1778—1781), маршалок надворный литовский (1781—1783), маршалок великий коронный (1783—1793).
Владел Люблинским, Яворовским, Слонимским и Ростоцким староствами. Кавалер орденов Святого Станислава (1774), Белого Орла (1778), св. Андрея Первозванного и Александра Невского (1781).

## Биография
Представитель знатного польского шляхетского рода Мнишек, младший (третий) сын генерал-лейтенанта и подкомория великого литовского Яна Кароля Мнишека (1716—1759) и Екатерины Замойской (1722—1771). Имел братьев Юзефа Яна (1742—1797) и Станислава Ежи (1745—1806).
Получил образование в Варшаве и Швейцарии, путешествовал по странам Западной Европы.
После возвращения на родину стал одним из приближённых польского короля и великого князя литовского Станислава Августа Понятовского. Поддерживал идеи Просвещения, разработал проект создания академии наук и национального музея.
В 1777 году Михал Ежи Мнишек получил должность чашника великого коронного, в 1778 году стал великим секретарём литовским. В 1781—1783 годах занимал должность надворного маршалка литовского. В 1780—1781 годах занимал должность секретаря департамента иностранных дел в Постоянном Совете, в 1782—1786 годах — глава департамента полиции. В 1783—1793 годах занимал должность великого маршалка коронного.
Михал Ежи Мнишек выступал против новой польской конституции, принятой 3 мая 1791 года. Также поддерживал проведение реформ в Речи Посполитой при опоре на Россию, в 1792 году выступал за присоединение польского короля к Тарговицкой конфедерации.
В 1793 году на гродненском сейме Михал Ежи Мнишек отказался подписать акты о разделе Речи Посполитой и покинул должность великого маршалка коронного. В 1795 году после отречения от трона Станислава Понятовского в Гродно сопровождал его в Санкт-Петербург.
20 сентября 1797 года российский император Павел I пожаловал Михала Ежи Мнишека в действительные тайные советники. Был дедом живописца и коллекционера Анджея Ежи Мнишека.

## Награды
- Орден Святого Станислава (1774)
- Ордена Святого апостола Андрея Первозванного (1774)
- Орден Белого Орла (1778)
- Орден Святого Александра Невского (1781)[2].

## Семья и дети
Михал Ежи Мнишек был дважды женат. В 1771 году первым браком женился на Пелагее Терезе Потоцкой, дочери воеводы киевского Франциска Салезия Потоцкого (ум. 1772) и Анны Потоцкой, от брака с которой детей не имел.
В 1781 году вторично женился на Урсуле Замойской (1750—1808), дочери ордината замойского и воеводы подольского Яна Якуба Замойского (ум. 1790) и Людвики Марии Понятовской (1728—1781), племяннице польского короля Станислава Августа Понятовского. 
Дети от второго брака:
- Изабелла Эльжбета (1790/92—1852), наследница усадьбы в Демблине, 3 февраля 1807 года была выдана замуж за князя Доминика Радзивилла, но через четыре недели после свадьбы была оставлена им ради Теофилы Моравской. Бракоразводный процесс закончился 15 январе 1809 года и обошёлся князю в 2 млн. золотых. В 1814 году стала женой барона Августа де Канон, маркиза де Виль (1774—1857), получившего от императора Александра I польское имя и титул графа Демблинского.
- Кароль Филипп (1794—1846), учился в Кременце, член судебной образовательной комиссии, геральдик, коллекционер и библиофил. Его сын художник граф Анджей Ежи Мнишек (1823—1905).
- Паулина (1798—1863), родилась в Петербурге, крестница императора Павла I, с 29 сентября 1818 года жена князя Антония Яблоновского (1793—1855).